# Janez Pogačnik
za druge osebe glej Janez Pogačnik (razločitev)
Janez Pogačnik, slovenski rimskokatoliški duhovnik, * 4. december 1678, Klanec, † 23. oktober 1755, Kranj.
Pogačnik je bil leta 1706 posvečen v duhovnika.  Med letoma 1706 in 1707 je delal v zavodu za vzgojo semeniščnikov v Gornjem Gradu (alumnus gornjegrajskega kolegija), nato kaplan v Motniku, pri Sv. Frančišku v Radmirju, v Mozirju, v Goričah in naposled beneficij v Kranju. Po rokopisnih virih, ki se nanašajo na službovanje pri Sv. Frančišku v Radmirju, se je ukvarjal tudi s slikarstvom in je v okolici poslikal več kapelic.